# Ernest Hemingway
Ernest Miller Hemingway (Oak Park, 21 luglio 1899 – Ketchum, 2 luglio 1961) è stato uno scrittore e giornalista statunitense. 
Fu autore di romanzi e di racconti.

Firma di Hemingway

Soprannominato Papa, fece parte della comunità di espatriati americani a Parigi durante gli anni 1920, conosciuta come la "Generazione perduta" e da lui stesso così chiamata nel suo libro di memorie Festa mobile (ispirato a una frase di Gertrude Stein). Condusse una vita sociale turbolenta, si sposò quattro volte e gli furono attribuite varie relazioni sentimentali. Raggiunse già in vita una non comune popolarità e fama che lo elevarono a mito delle nuove generazioni. Hemingway ricevette il Premio Pulitzer nel 1953 per Il vecchio e il mare e vinse il premio Nobel per la letteratura nel 1954.
Lo stile di Hemingway, caratterizzato dall'asciuttezza, dalla semplicità paratattica e dall'ipobole – da lui definito teoria dell'iceberg – ebbe una significativa influenza sullo sviluppo del romanzo nel XX secolo. I suoi protagonisti sono tipicamente uomini dall'indole stoica, i quali vengono chiamati a mostrare "grazia" in situazioni di disagio (grace under pressure). Molte delle sue opere sono considerate pietre miliari della letteratura statunitense.
Di lui è stato scritto:
(da Ernest Hemingway, Verdi colline d'Africa)

## Biografia
Nasce il 21 luglio 1899 a Oak Park (Illinois). Secondogenito di Clarence Edmonds, medico di famiglia benestante e di Grace Hall, ex aspirante cantante d'opera lirica. La famiglia aveva origini inglesi e tedesche. Quando aveva appena un anno fu portato in una casa estiva nel Michigan vicino a un lago. Poté abituarsi quindi presto all'aria aperta e alla natura. Ancor piccolo amava sentir raccontare storie, soprattutto di animali, e gli piaceva dare un nome diverso alle persone che lo circondavano. A quattro anni venne messo in una scuola dell'infanzia e, contemporaneamente, inserito in un circolo naturalista diretto dal padre. Fu in questa circostanza che imparò a distinguere animali ed erbe. Inoltre, il padre lo conduceva spesso con sé quando andava a visitare nella riserva indiana i suoi pazienti (molti ricordi di questo periodo rientreranno nei suoi racconti) e da qui si rafforzò nel ragazzo l'amore per la natura, per la caccia, la pesca e l'avventura.

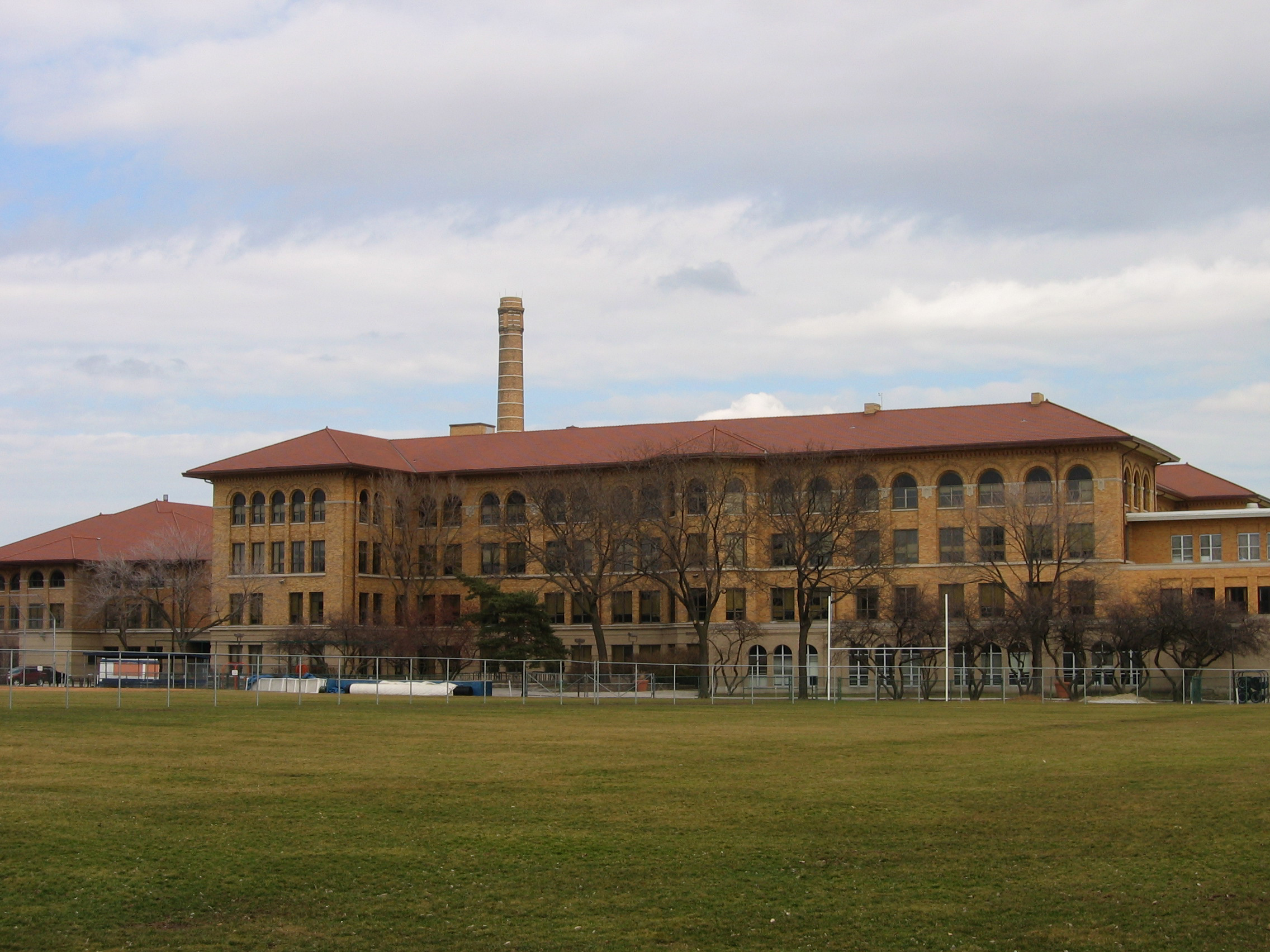
La River Forest High School di Oak Park

Aveva solamente dieci anni quando gli fu regalato il suo primo fucile da caccia che imparò presto a usare con grande maestria suscitando l'invidia dei compagni, tanto che un giorno, a causa di un bottino di quaglie che stava portando a casa, fu assalito da un gruppetto di ragazzi che lo picchiarono e fu probabilmente questo episodio che gli fece nascere il desiderio di imparare la boxe.
Dopo aver frequentato senza grande entusiasmo la scuola elementare, fu iscritto alla "Municipal High School" ed ebbe la fortuna di incontrare due insegnanti che, avendo notato l'attitudine del ragazzo per la letteratura, lo incoraggiarono a scrivere. Nacquero così i primi racconti e i primi articoli di cronaca. Nel 1917 ottenne il diploma ma rifiutò sia di iscriversi all'università, come avrebbe desiderato suo padre, sia di dedicarsi al violoncello come voleva sua madre. Per affermare la sua indipendenza si recò a Kansas City, dove iniziò a lavorare come cronista del quotidiano locale, il "Kansas City Star", che si distingueva per il linguaggio moderno, rapido e oggettivo, sotto l'insegnamento del vice capocronista Peter Wellington, maestro di objective writing. Ernest Hemingway era ateo: cfr. il volume "La Bibbia atea" di Joan Konner.

### Gli anni della prima guerra mondiale
Il 6 aprile 1917 gli Stati Uniti d'America entrarono in guerra e Hemingway, lasciato il lavoro, si presentò come volontario per andare a combattere in Europa con il Corpo di spedizione statunitense del generale Pershing, come già stavano facendo molti giovani aspiranti scrittori che provenivano dalle università, tra i quali Edward Estlin Cummings, John Dos Passos, William Faulkner e Francis Scott Fitzgerald.
Escluso dai reparti combattenti a causa di un difetto alla vista, fu arruolato nei servizi di autoambulanza come autista dell'ARC (American Red Cross, la sezione statunitense della Croce Rossa) destinati al fronte italiano nella città di Schio (ai piedi del monte Pasubio) e, dopo due settimane di addestramento e dieci giorni trascorsi a New York, il 23 maggio 1918 si imbarcò sulla Chicago diretta a Bordeaux, città nella quale sbarcò il 29 maggio.
Il 31 maggio giunse a Parigi ed ebbe modo, girando per la città con l'amico Ted Brumback, di vedere il disastro provocato nei vari quartieri della città dal cannone tedesco chiamato Parisgeschütz (spesso confuso per errore con la Grande Berta). Proseguì in treno per Milano, dove rimase per alcuni giorni prestando opera di soccorso (nelle campagne circostanti, a Bollate era infatti saltata in aria una fabbrica di munizioni e molte erano state le vittime tra le operaie). In seguito fu inviato a Vicenza con Ted Brumback e Bill Horne, assegnato alla Sezione IV della Croce Rossa Internazionale statunitense, presso il lanificio Cazzola a Schio, cittadina ai piedi del Pasubio, nella quale tornò anche nel primo dopoguerra. Nel capolavoro Addio alle armi immagina di trascorrere un periodo a Gorizia, da dove descrive il fronte, ma, nella realtà, durante quel periodo Gorizia era sotto il controllo austriaco e lo scrittore non avrebbe potuto soggiornarci.
Malgrado il 15 giugno si fosse scatenata sul fronte italiano la battaglia del solstizio, alla Sezione IV la situazione era tranquilla e, per alcune settimane, Hemingway alternò il lavoro di soccorso a bagni nel torrente e partite di pallone con gli amici. Iniziò anche a collaborare a un giornale intitolato Ciao, con articoli scritti sotto forma di epistola, e conobbe, recandosi in un paese vicino alla Sezione, John Dos Passos.
Il giovane desiderava assistere alla guerra da vicino e così fece domanda per essere trasferito. Fu mandato sulla riva del Basso Piave, nelle vicinanze di Fossalta di Piave e Monastier di Treviso, come assistente di trincea. Aveva il compito di distribuire generi di conforto ai soldati, recandosi quotidianamente alle prime linee in bicicletta. Durante la notte tra l'8 e il 9 luglio, nel pieno delle sue mansioni, fu colpito dalle schegge dell'esplosione di una bombarda austriaca Minenwerfer, mentre stava recandosi al posto di medicazione con un ferito in spalla. Le schegge gli ferirono la gamba destra, penetrandogli il piede e una rotula. Si salvò anche perché i frammenti della bombarda, che lo ferirono comunque gravemente, gli erano arrivati dopo avere colpito in pieno il soldato italiano che, facendogli involontariamente da scudo gli salvò la vita..
Dopo le prime cure, ricevute presso l'ospedale da campo gestito da volontari della Repubblica di San Marino, il 15 luglio fu finalmente trasportato su un treno ospedale e il 17 luglio fu consegnato all'Ospedale della Croce Rossa Americana a Milano, dove fu operato. Lì rimase tre mesi, durante i quali si innamorò di un'infermiera statunitense di origine tedesca, Agnes von Kurowsky, che però era legata sentimentalmente al tenente napoletano Domenico Caracciolo. Agnes von Kurowsky considerava il rapporto con Ernest Hemingway una fugace relazione giovanile e platonica. La vicenda ispirò qualche anno dopo (1929) A Farewell to Arms (Addio alle armi).
Una volta dimesso dall'Ospedale di Milano, ritornò al fronte a Bassano del Grappa e si ammalò nuovamente, stavolta di ittero. Dimesso nuovamente dall'ospedale milanese, insieme al capitano e pittore americano Gamble, trascorse la sua convalescenza e il Natale del 1918 a Taormina, a Casa Cuseni, la dimora, oggi Museo, del pittore britannico Robert Hawthorn Kitson, dove scrisse I mercenari, il suo primo racconto giovanile. Decorato con la medaglia d'argento al valor militare italiana, il 6 gennaio 1919 fece ritorno a Oak Park, dove fu accolto come un eroe.

### Gli anni venti
Dopo il rientro a casa, Hemingway ricominciò a scrivere, ad andare a pesca e a dare conferenze nelle quali raccontava i giorni drammatici trascorsi sul fronte italiano. Durante una delle sue conferenze conobbe Harriet Gridlay Connable, che viveva a Toronto con il marito, che lo invitò a trascorrere un po' di tempo con loro.
Così, nel 1920 Hemingway andò a vivere a Toronto dai Connable e fu introdotto nella redazione del Toronto Star, con cui iniziò una collaborazione durata molti anni; cercò anche di farsi pubblicare alcuni racconti, senza però riuscirci. Questa vita ebbe fine quando sua madre, che non ammetteva il modo di vivere del figlio, convinse il padre a smettere di mantenerlo.
Il giovane, rimasto senza casa e senza sostentamento, fu ospitato a Chicago dal fratello del suo amico Bill Smith. Lì conobbe Hadley Richardson, una pianista anche lei ospite degli Smith, che avrebbe sposato l'anno successivo. Dopo aver lavorato per alcuni mesi nel settore pubblicitario presso una società di pneumatici, fu assunto dal mensile "The Cooperative Commonwealth" con uno stipendio di 40 dollari a settimana. A Chicago conobbe anche Sherwood Anderson, che lo sollecitò a cimentarsi nella narrativa, mentre grazie al giornalismo stava riscuotendo un discreto successo.
Nel marzo del 1921 Hemingway si recò a Saint Louis per incontrare Hadley, con la quale in quei mesi aveva tenuto una fitta corrispondenza. Il 5 settembre i due si sposarono. In dicembre fu mandato in Europa dal Toronto Star come corrispondente e inviato speciale. Partì con la moglie per il suo reportage e soggiornò in Spagna, Svizzera e Francia, da dove inviava i suoi articoli al giornale. Quell'autunno decise di trasferirsi a Parigi, su suggerimento di Sherwood Anderson, che gli fornì alcune lettere di presentazione per la scrittrice statunitense espatriata Gertrude Stein, affinché lo presentasse a James Joyce e a Ezra Pound.

#### L'inizio della carriera letteraria

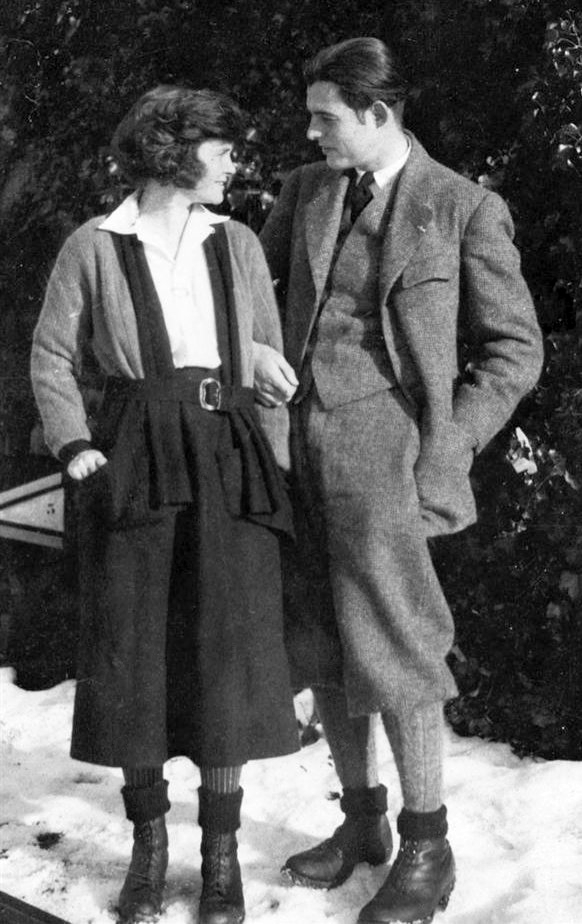
Nel 1922 con la prima moglie Hadley

Hemingway iniziò a Parigi la sua carriera letteraria, stimolata anche dall'incontro con Gertrude Stein, che gli fornì un elenco di letture, libri che avrebbe dovuto leggere per mettersi al passo con le avanguardie letterarie dell'epoca, in particolar modo il modernismo. A Parigi un incontro fondamentale per lui, nell'ambiente degli espatriati statunitensi e della "generazione perduta", fu quello con il poeta Ezra Pound, che considerò fin dall'inizio un maestro e grazie al quale cominciò a pubblicare alcuni racconti e poesie su riviste letterarie.
Nel 1922 Hemingway continuò la collaborazione con il Toronto Star, scrivendo articoli che in seguito furono raccolti in diverse antologie e, nell'aprile dello stesso anno, il giornale lo mandò a Genova come inviato alla Conferenza Internazionale Economica, terminata con l'accordo concluso a Rapallo. In giugno tornò in Italia con la moglie, passando a piedi il valico del Gran San Bernardo. Trascorsero una notte all’Ospizio del Colle e Hemingway lasciò la sua firma nel registro dei visitatori. Da Aosta arrivò in treno a Milano, da lì proseguì per Schio e a Fossalta di Piave. A Milano andò presso la sede del quotidiano Il Popolo d'Italia a intervistarne il direttore, Mussolini. Rientrato a Parigi, inviò a Harriet Monroe a Chicago qualche poesia per Poetry: a Magazine of Verse e scrisse sei miniature che intitolò Paris 1922. Nello stesso mese apparvero, sulla rivista "Double-Dealer" di New Orleans, una sua poesia e un racconto di William Faulkner.
Proprio in quel periodo il Toronto Star lo mandò come inviato a Costantinopoli per seguire la guerra tra Grecia e Turchia: in agosto i turchi avevano scatenato un'offensiva per respingere i greci dall'Anatolia e avevano occupato e dato alle fiamme il porto di Smirne. Malgrado il parere contrario della moglie, il giovane Hemingway partì e, a Costantinopoli, conobbe il colonnello Charles Sweeny, un soldato di ventura, con il quale strinse una sincera amicizia che servì d'ispirazione per uno dei suoi personaggi.
Dopo aver assistito all'evacuazione dei cristiani dalla Tracia, il 21 ottobre ritornò in treno a Parigi, colpito dalla malaria e tormentato dalle cimici. Per il servizio ricevette 400 dollari, cifra che gli permise di scrivere con una certa tranquillità.

#### I primi racconti
In questo periodo scrisse il racconto My Old Man (Il mio vecchio) e alcuni scritti satirici su personaggi che gli erano sgraditi, come Ernest Walsh e il romanziere inglese Ford Madox Ford; il 20 novembre andò come inviato del "Toronto Star" a Losanna, dove si teneva la conferenza di pace tra Grecia e Turchia, e incontrò molti corrispondenti conosciuti a Genova.
Nel 1923 Hemingway e la moglie, che aspettava un bambino, fecero un altro viaggio in Italia: a Rapallo, Pisa, Sirmione e Cortina d'Ampezzo, dove rimasero fino a primavera inoltrata. A Rapallo, dove erano stati invitati da Pound che abitava lì, Hemingway ebbe modo di incontrare il proprietario di Contact Editions, Robert McAlmon, e iniziò a scrivere il racconto Cat in the Rain (Gatto sotto la pioggia). Nel frattempo inviò le sei miniature di Paris 1922 a Jane Heap, la condirettrice della Little Review. In marzo il giornale lo trasferì nella Ruhr come corrispondente di guerra per il conflitto franco-tedesco, e quando ad aprile ritornò a Cortina, dove aveva lasciato la moglie all'Hotel Bellevue, sperimentò una nuova tecnica narrativa con la stesura del racconto autobiografico Out of Season (Fuori stagione).
Nell'estate del 1923 gli Hemingway, insieme con un gruppo di amici, tra i quali William Bird della "Three Mountains Press" e Robert McAlmon delle "Contact Editions" si recarono in Spagna e a Siviglia e lo scrittore assistette alla prima sua corrida importante, partecipò agli encierros (gli spostamenti a piedi dei tori da combattimento) e alle novilladas (le corride per principianti), e conobbe toreri celebri. Al ritorno a Parigi, McAlmon gli offrì di pubblicare un volume di racconti nelle sue "Contact Editions". Hemingway gli inviò allora i tre racconti, Up in Michigan (Su nel Michigan), My Old Man (Il mio vecchio) e Out of Season (Fuori stagione) ai quali aggiunse qualche poesia.
Su consiglio di Gertrude Stein, nell'estate del 1924 si recò a Pamplona per la festa di San Firmino e fu dall'esperienza in quel luogo, vissuta a contatto con i matador del momento, Nicanor Villalta e Manuel García, detto Maera, che trasse molte delle idee che sviluppò per tutta la vita e che gli ispirarono il romanzo Fiesta (allora intitolato Il sole sorgerà ancora), salutato dalla critica e dal pubblico con clamore. Ritornato a Parigi scrisse altre miniature ispirate alle sue vicende di guerra in Italia e a quelle sulle corride e i toreri.

#### Prime pubblicazioni
Il 5 agosto gli furono inviate le bozze di Three Stories and Ten Poems della "Contact Edition", pubblicate l'anno stesso, anche se pochi si accorsero di queste pubblicazioni tranne il recensore del mensile The Diable che criticò Up in Michigan (Su nel Michigan) e paragona My Old Man (Il mio vecchio) a certe storie di cavalli scritte da Anderson, ignorando le poesie. Il 15 agosto gli Hemingway si recarono a Toronto, e il 10 ottobre nacque il primo figlio, John Hadley Nicanor, che il padre chiamò in seguito Bumby. A Natale furono infine pubblicate le copie di In Our Time (scritto con le lettere minuscole) della "Three Mountains Press".
Il 1º gennaio del 1924 Hemingway diede le dimissioni dal Toronto Star e il 19 ritornò a Parigi. Stabilitosi in rue Notre Dame des Champs 113, Hemingway iniziò a frequentare i caffè letterari di Ford Madox Ford che aveva fondato la rivista Transatlantic review; presto diventò scout della rivista stessa che in aprile pubblicò il racconto, dal titolo Indian Camp (Campo indiano), scritto al ritorno da Toronto.
Durante l'anno approfondì l'amicizia con lo scrittore umoristico Donald Ogden Stewart, iniziò a frequentare più assiduamente Dos Passos e iniziò a scrivere il lungo racconto Big Two-Hearted River (Grande fiume dai due cuori) con protagonista Nick Adams, già apparso in Indian Camp (Campo indiano), contenente le linee fondamentali della sua poetica. Finì nel frattempo i racconti The Doctor and the Doctor's Wife (Il dottore e la moglie del dottore), Soldiers Home (Il ritorno del soldato), The End of Something (La fine di qualcosa), The Three-Day Blow (Tre giorni di vento), Cat in the Rain (Gatto sotto la pioggia), Cross-Country Snow (Monti sotto la neve) che costituiranno, insieme ai racconti di Three Stories and Ten Poems e a quelli di our time, il contenuto del volume "In Our Time", accettato e pubblicato nel 1925 dall'editore Horace Liveright.
Nel frattempo Hemingway aveva scritto il racconto The Undefeated (L'invitto), respinto dalla rivista "The Diable" perché considerato troppo forte. Firmò però un contratto con Liveright e conobbe l'editor di Scribner, Maxwell Perkins, grazie alla raccomandazione di Francis Scott Fitzgerald che era in quel momento all'apice della sua carriera. A maggio conobbe di persona Fitzgerald e i due divennero amici, anche se Hemingway non riuscì in seguito a nascondere la sua antipatia per Zelda, moglie di Fitzgerald; nel 1934 Hemingway in una lettera disse a Scott: Se c'è qualcuno che aveva bisogno di disciplina nel lavoro eri tu e invece ti sei sposato una che è gelosa del tuo lavoro, che vuol competere con te, e che ti rovina.
In giugno iniziò a scrivere il romanzo Along with youth: a Novel, mai terminato, ma il cui titolo servì a Peter Griffin per la biografia dello scrittore pubblicata nel 1985. In luglio Hemingway organizzò un viaggio per la Fiesta di Pamplona dove si recò, oltre che con la moglie Hadley, con gli amici Donald Ogden Stewart e Harold Loeb. Terminata la festa di san Firmino si recò con la sola Hadley a Madrid dove, durante una corrida, Cayetano Ordóñez dedicò a Hadley un orecchio del toro e in un'altra corrida le regalò la sua cappa.
Lo scrittore prese poi spunto da questi episodi per delineare la figura del personaggio di un romanzo che aveva pensato dapprima di intitolare Fiesta, titolo poi scartato, insieme ad altri, perché straniero. Ritornato a Parigi terminò il romanzo concludendolo con la data 21 settembre 1925 e intitolandolo The Sun Also Rises. Nel 1957 dal romanzo fu tratto un famoso film, con Errol Flynn, Tyrone Power, Ava Gardner, Mel Ferrer, diretto da Henry King. Conobbe e frequentò in questo periodo l'ambiente dei miliardari Gerard e Sarah Murphy, che sarebbero stati i modelli di Fitzgerald in Tender is the Night (Tenera è la notte) e che vivevano gran parte dell'anno a Cap d'Antibes ospitando persone illustri.

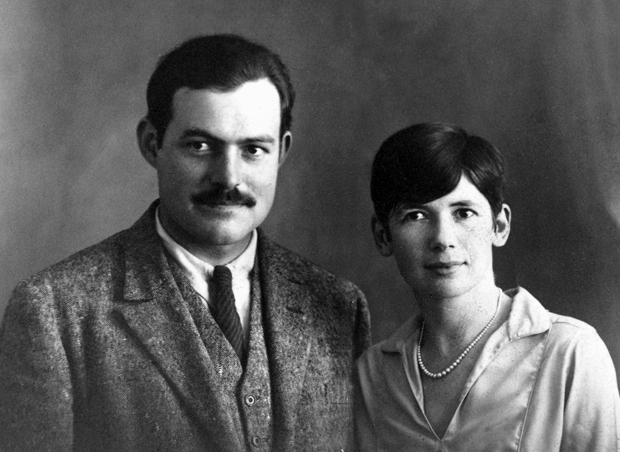
Hemingway nel 1927 con la seconda moglie Pauline

#### I primi romanzi di successo
Per liberarsi dal vincolo contrattuale che lo legava all'editore Liveright, che non gli permetteva di essere scritturato da Scribner, Hemingway compì un gesto piuttosto opportunistico che indignò quasi tutti i suoi amici: scrisse The Torrent of Spring con l'intenzione di farne una parodia dei modi affettati che Sherwood Anderson usava nel suo ultimo romanzo Riso nero (Dark Laughter). In questo modo, Liveright non avrebbe potuto pubblicarlo e lo scrittore sarebbe stato libero di passare all'altro editore. L'unica a difenderlo fu Pauline Pfeiffer, una redattrice di moda di Vogue, che da quel momento divenne una presenza costante nel matrimonio di Ernest e Hadley.
Nel febbraio del 1926, liberatosi dall'editore Liveright, lo scrittore si recò da solo a New York dove avvenne l'incontro con Scribner che gli assicurò la pubblicazione di The Torrents of Spring e di The Sun Also Rises non ancora terminati. La promessa fu mantenuta e nello stesso anno furono pubblicati i suoi primi due romanzi. 

Con la pubblicazione dei due romanzi, soprattutto con The Sun Also Rises, Fiesta (Il sole sorgerà ancora), pubblicato in quell'anno, la fama di Hemingway crebbe ma il suo matrimonio, già profondamente in crisi per la presenza di Pauline, si ruppe definitivamente.

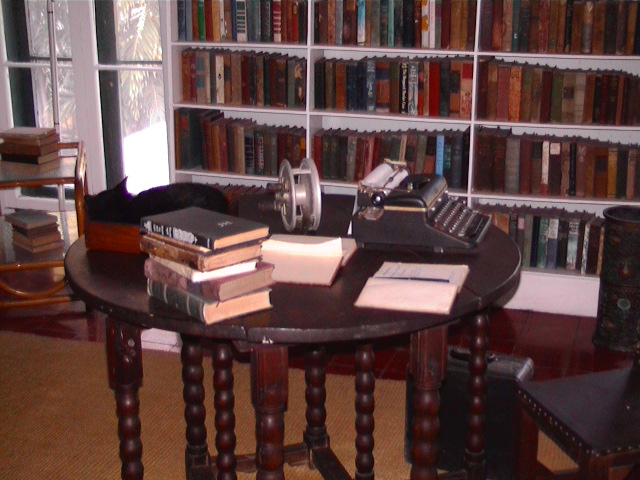
La scrivania di Hemingway a Key West

Nel 1927 egli sposò in seconde nozze e con rito cattolico Pauline Pfeiffer e andò a vivere a Key West, nell'arcipelago delle Keys in Florida, dove iniziò a scrivere A Farewell to Arms (Addio alle armi). In ottobre fu pubblicato Men without Women (Uomini senza donne) recensito da Virginia Woolf. Nel giugno del 1928 nacque il secondo figlio, Patrick, ma il 6 dicembre il padre Clarence si suicidò lasciando profondamente sconvolto lo scrittore.
Nel gennaio del 1929 il manoscritto di A Farewell to Arms (Addio alle armi) era terminato e in settembre fu pubblicato, ottenendo grande successo. Per uno dei personaggi di questo romanzo Hemingway si ispirò alla storia di Richard Cutts Fairfield, primo soldato americano morto nel suolo italiano durante il Primo Conflitto Mondiale. Nemmeno diciannovenne, morì a Mestre dove è tuttora sepolto.

### Gli anni trenta
Nel 1930 lo scrittore ritornò a Parigi e durante l'anno scrisse una prefazione alle memorie di Kiki de Montparnasse, si recò a fare un viaggio alle isole Marchesi e a Tortuga, organizzò un safari in Africa e iniziò a bere troppo conducendo una vita molto sregolata che gli procurò alcuni incidenti: si ferì al viso e, in seguito a un incidente d'auto, si fratturò il braccio destro. Nello stesso anno fu rappresentata la riduzione teatrale di A Farewell to Arms (Addio alle Armi) che però rimase in scena solamente per tre settimane (due anni dopo ne uscì la riduzione cinematografica, che invece ebbe un ottimo successo di pubblico e gli rese un eccellente guadagno).
Nel 1931, ritornato a Key West, Hemingway apprese che Pauline era nuovamente incinta. Insofferente però alla vita familiare e sempre bisognoso di nuove avventure si recò a Madrid da solo e partecipò alla sua settima edizione della Fiera di San Firmino a Pamplona. In questo periodo, ebbe una lunga relazione con Jane Mason, moglie di un funzionario della Pan American World Airways che terminò con un tentato suicidio della donna. A novembre lo scrittore ritornò a Kansas City per la nascita del figlio che fu chiamato Gregory Hancock. Il 19 dicembre la famiglia rientrò nella nuova casa di Key West dove Hemingway terminò di scrivere Death in the Afternoon (Morte nel pomeriggio) che fu pubblicato nel 1932 ottenendo scarso successo e, nello stesso anno, Hemingway riprese a scrivere racconti e a organizzarli per la pubblicazione di una seconda raccolta.
Sempre attratto dall'avventura, lo scrittore compì, sempre in quell'anno, anche una spedizione di pesca a L'Avana con Joe Russell, proprietario dello Sloppy Joe's Bar che egli frequentava, scoprendo la pesca dei marlin. Scrisse il terzo racconto di Nick Adams, A Way You'll Never Be (Come non sarà mai) ambientato nell'Italia del 1918 mentre continua il flirt con Jane che gli avrebbe ispirato il ritratto della protagonista del racconto The Short Happy Life of Francis Macomber (La breve vita felice di Francis Macomber).
Nel 1933 lo scrittore si recò a New York dove conobbe Thomas Wolfe e incontrò Arnold Gingrich, fondatore della rivista Esquire e futuro marito di Jane Mason. Ritornò a Key West e durante la primavera la rivista Scribner's Magazine accettò due suoi racconti A Clean, Well-Lighted Place (Un posto pulito, illuminato bene) e Homage to Switzerland (Omaggio alla Svizzera) oltre che il noto Give us a Prescription, Doctor, più tardi intitolato The Gambler, the Nun and the Radio (Il giocatore, la monaca e la radio), che prendeva ispirazione dall'esperienza trascorsa nell'ospedale di Billing.
Venne pubblicata, sempre in quell'anno, la sua terza raccolta intitolata Chi vince non prende nulla e Hemingway iniziò a scrivere il racconto che fece parte in seguito di To Have and Have Not e decise il titolo per la nuova raccolta di racconti, Winner Take Nothing, e che verranno pubblicati l'anno stesso. Non rinunciò comunque ai suoi viaggi e in aprile si recò in crociera a Cuba sulla barca di Joe Russell rimanendovi per due mesi. In agosto andò con Pauline all'Avana dove assistette alla rivoluzione che ebbe come risultato la deposizione del dittatore cubano Gerardo Machado e l'elezione di Carlos Manuel de Céspedes y Quesada. Dopo essere ritornato a Parigi e aver letto con dispiacere le recensioni negative sulla sua raccolta Winner Take Nothing, ripartì ancora, insieme a Pauline e Charles Thompson, per Mombasa e Nairobi dove iniziò il safari con Philip Percival.
Nel 1934 comprò, con i soldi che Arnold Gingrich gli aveva dato come anticipo sui suoi futuri articoli per l'Esquire, la sua famosa barca d'altura che chiamò Pilar e fece ritorno a Key West dove decise, in quell'anno, di scrivere la storia del suo safari. Il 18 luglio Hemingway inaugurò la Pilar, andò a Cuba lasciandola poi all'Avana, dove incontrò lo scrittore cubano Enrique Serpa con cui strinse una solida amicizia; ritornò a casa dove terminò di scrivere il libro sul safari che intitolò The Green Hills of Africa (Verdi colline d'Africa). Nel 1935 Hemingway trascorse molto tempo a pescare con la sua nuova barca a Bimini dove ebbe un pauroso incidente. Verdi colline d'Africa uscì solamente in agosto e fu accolto con indifferenza. Portò a termine il secondo racconto di To Have and Have Not con il titolo The Tradesman's Return.
Nel 1936 scrisse i racconti The Capital of The World (La capitale del mondo) e The Short Happy life of Francis Macomber (La breve vita felice di Francis Macomber) e terminò Le nevi del Kilimangiaro (The Snows of Kilimanjaro) oltre al terzo racconto di To Have and Have Not (Avere e non avere). In Spagna era intanto scoppiata la guerra civile e la North American Newspaper Alliance (NANA) lo contatta perché invii servizi dalla Spagna sui suoi sessanta giornali, offerta che egli accettò nel 1937 riprendendo così, dopo molti anni, l'attività giornalistica. In questo periodo lavorò intensamente a un documentario propagandistico antifascista dal titolo Spain in Flames (Spagna in fiamme) e a febbraio, con il poeta Archibald MacLeish, la commediografa Lillian Hellman e l'amico John Dos Passos, fondò una società per raccogliere i fondi per un secondo documentario sulla Spagna che avrà il titolo The Spanish Earth (Terra di Spagna).
Il 16 marzo, dopo aver ottenuto i permessi per la Spagna, Hemingway partì in aereo per Barcellona intenzionato ad arrivare più a sud e, arrivato a Valencia, volle andare subito a vedere i luoghi della vittoria lealista. In seguito si spostò a Madrid dove iniziò la sua attività di inviato speciale e dove lo raggiunse Martha Gellhorn, la giovane e ambiziosa scrittrice che aveva incontrato allo "Sloppy Joe's Bar" di Key West e che sposò nel 1940 dopo il divorzio da Pauline. Ad aprile iniziò la vera preparazione del film-documentario Terra di Spagna, che verrà presentato il 4 giugno a New York durante una riunione organizzata dalla League of American Writers, dopo che John Dos Passos, Arcibal MacLeish e Lilliam Hellman ebbero costituito la Contemporary Historian Inc. per fare in modo che il famoso regista Joris Ivens e il cameraman John Ferno partecipassero.
Lo scrittore, che era ritornato il 9 maggio dalla Spagna, tenne in questa occasione una conferenza con il Segretario del Partito Comunista e Joris Ivens alla Carnegie Hall dove fu registrata la famosa frase: 
()
L'8 luglio il documentario fu proiettato alla Casa Bianca, dove Hemingway era stato invitato dal presidente Roosevelt, e il 10 luglio in California. Durante la serata, che si tenne a casa di Frederic March, presente Dorothy Parker e Francis Scott Fitzgerald, lo scrittore raccolse fondi per inviare ambulanze in Spagna. Ritornato in Spagna con Martha si recò in prima linea, conducendo con lei una vita molto dura, spostandosi continuamente sui luoghi di battaglia e di bombardamenti. Dopo un mese al fronte Hemingway si trasferì a Madrid all'Hotel Florida con Martha ormai ufficialmente al suo fianco. Il 15 ottobre 1937 uscì To Have and Have Not (Avere e non avere), che diventò subito un best seller, e nel frattempo scrisse una commedia che si ispirava a Martha, The Fifth Column (La quinta colonna).
Prima di Natale, mentre si avviavano verso Barcellona, Martha ed Ernest vennero a conoscenza di un'avanzata lealista e ritornarono sui luoghi dove si combatteva. La coppia festeggiò assieme il Natale 1937 a Barcellona. Da lì ritornarono a Parigi, dove Hemingway trovò Pauline che si era recata nella città nel tentativo di salvare il loro matrimonio. Hemingway, che intanto iniziava ad accusare seri disturbi di fegato e a bere in modo eccessivo malgrado il parere contrario del medico, si decise a ritornare nel 1938 con Pauline a New York e in seguito a Key West dove rimase fino alla fine di marzo, anche se la presenza della moglie lo esasperava sempre di più.

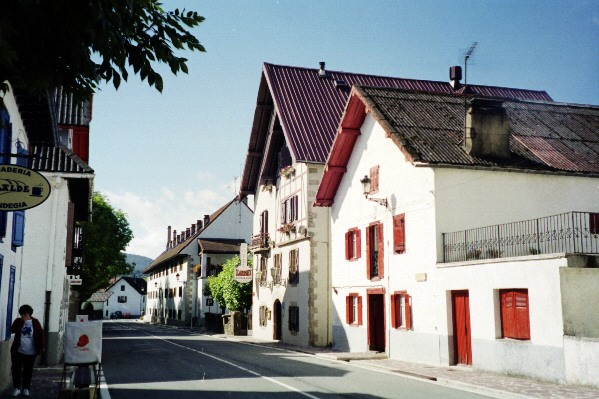
La casa a Burguete, in Navarra, in cui fu ospitato Hemingway

Con il ritorno a New York era finito il secondo viaggio in Spagna di Hemingway, ma il fascino di quella terra era per lui troppo forte, tanto che, il 19 marzo 1938, avendo ottenuto un altro contratto con la NANA, lo scrittore si imbarcò ancora per la Spagna verso i luoghi di battaglia e vi rimase fino alla metà di maggio, per poi ritornare a Parigi e a New York.
Scrisse in questo periodo articoli per la rivista di sinistra Ken fondata dallo stesso editore di Esquire, sul quale l'11 agosto del 1938 scriveva del timore di una nuova guerra europea. Usciva intanto a New York la rappresentazione di The Fifth Column con l'adattamento di Benjamin Glaser. Ritornato a Parigi si rimise con Martha Gellhorn e iniziò a scrivere il romanzo sulla Spagna mentre usciva il volume di racconti con recensioni non sempre favorevoli ma che gli fruttò solo nelle due prime settimane seimila copie.

### Gli anni quaranta

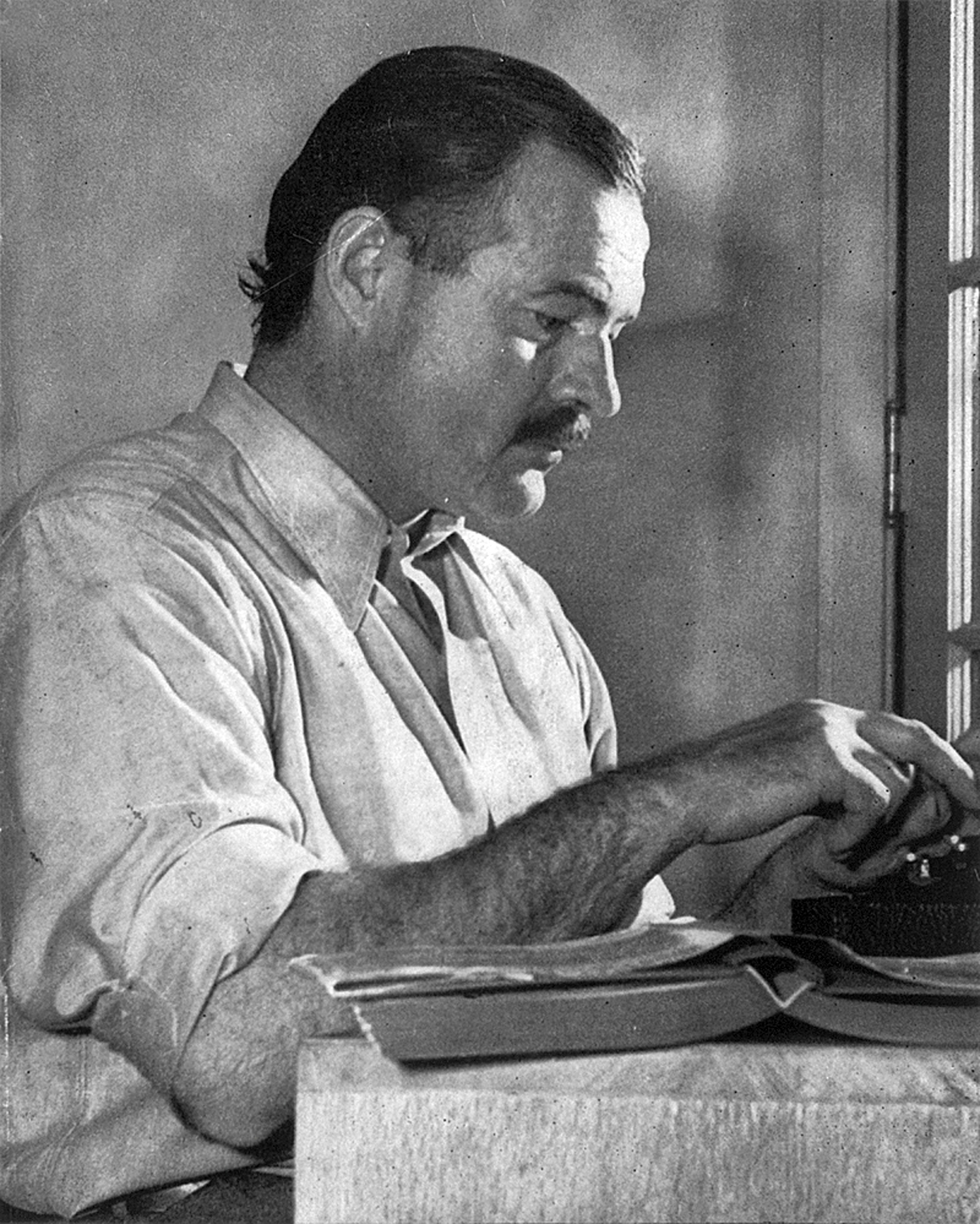
Hemingway nel 1939

Nel febbraio del 1939 lo scrittore si recò a Cuba dove rimase un mese lavorando al romanzo For Whom the Bell Tolls (Per chi suona la campana). Al ritorno a Key West gli fu proposta la riduzione cinematografica di The Short Happy Life of Francis Macomber. Hemingway, intanto ritornato a L'Avana, fu raggiunto da Martha Gellhorn che lo convinse ad affittare una tenuta in rovina, chiamata "Finca Vigìa". Sempre con Martha, si recò nell'Idaho, a Sun Valley, un vecchio villaggio vicino alla città mineraria di Ketchum, dove trascorreva gran parte del tempo cacciando selvaggina.
Il 1940 fu l'anno dedicato alla stesura del romanzo Per chi suona la campana, che fu pubblicato in luglio a New York con una vendita immediata di centomila copie. Si tratta probabilmente del suo romanzo più riuscito per l'epicità intensa e per la messa in luogo di alcuni concetti e tematiche che ci danno ancora un ritratto dell'Hemingway ottimista, che si perse negli anni successivi. Nello stesso anno fu realizzata la riduzione cinematografica del libro e in novembre, dopo aver avuto conferma del divorzio ottenuto da Pauline, sposò Martha, accompagnandola poco tempo dopo in Cina come inviata della rivista Collier's.
Era intanto scoppiata la seconda guerra mondiale e i tedeschi avevano invaso la Danimarca, i Paesi Bassi e la Francia, mentre Dunkerque era stata evacuata e in Messico era stato ucciso Trockij.

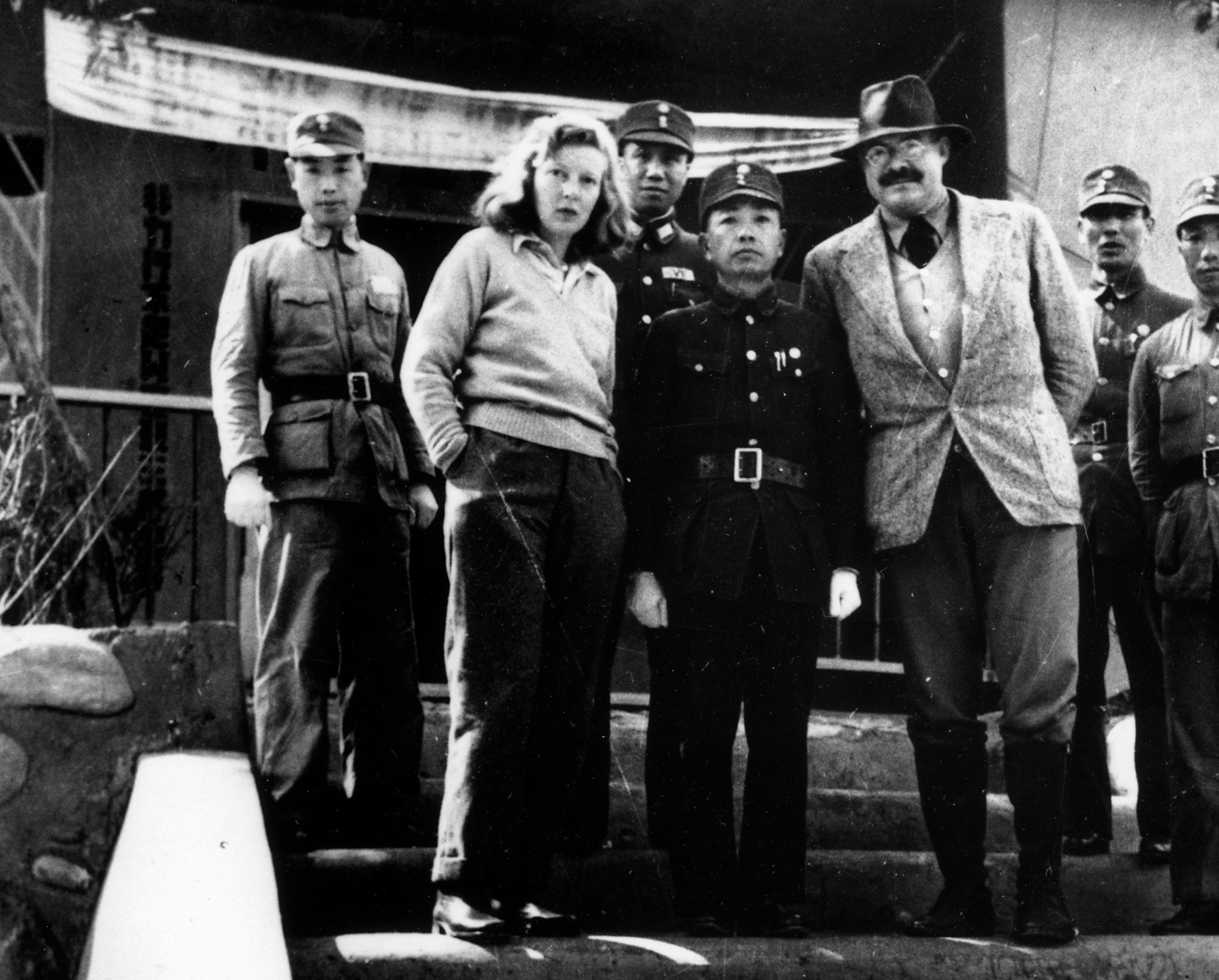
In Cina nel 1941 con Martha Gellhorn, sua terza moglie

Il 27 gennaio del 1941 lo scrittore si recò a Los Angeles per prendere accordi sul film tratto dal suo romanzo For Whom the Bell Tolls e incontrò Gary Cooper e Ingrid Bergman. Ritornato a Hong Kong, dove rimase un mese (di questo periodo è l'intervista con Chiang Kai-shek), continuò il viaggio in Birmania dove gli arrivò la notizia che For Whom the Bell Tolls era stato candidato al Premio Pulitzer (che però quell'anno non fu assegnato).
Mentre Martha fu inviata a Giacarta, Hemingway dovette ritornare a Hong Kong, ma alla fine di maggio era di nuovo alla "Finca Vigia" (la casa che aveva comprato come regalo di nozze per Martha con i primi guadagni del romanzo) a San Francisco de Paula vicino all'Avana dove iniziarono i problemi con le tasse. Nel 1942 lo scrittore si recò in vacanza a Città del Messico ospite di Nathan Davis che lo convinse a iniziare un'attività di controspionaggio a L'Avana per impedire da parte della Quinta Colonna nazista di infiltrarsi a Cuba. Ottenuta l'autorizzazione dall'ambasciata statunitense, l'ambasciatore Spruille Brade autorizzò Hemingway a realizzare l'organizzazione che fu chiamata con il codice "Crime Shop", denominazione sostituita poco dopo, dallo stesso Hemingway, con quella di "Crook Factory".
Dopo aver ottenuto il permesso dell'ambasciatore, Hemingway predispose la sua imbarcazione, la "Pilar", a fare da nave civetta camuffandola come se si trattasse di una nave interessata a fare ricerche scientifiche per il Museo Americano di Storia Naturale. La moglie Martha, contraria all'operazione e infastidita dall'atteggiamento narcisistico del marito che aveva iniziato a farsi chiamare "Papa" e soprattutto a bere troppo, accettò nel frattempo l'incarico, affidatole dalla rivista Collier's, di partire come inviata speciale per il Mare dei Caraibi. Hemingway visse questa avventura, che gli ispirò Island in the Stream, con grande entusiasmo, ma in seguito all'indagine sui metodi della "Crook Factory" condotta da sedici agenti dell'FBI venuti all'Avana, l'organizzazione fu sospesa.
Il 10 luglio intanto si tenne a New York l'anteprima del film For Whom the Bell Tolls, e il romanzo raggiunse le 785 000 copie vendute solamente in America.
Malgrado Martha insistesse perché tornasse in Europa, Hemingway rimase all'Avana fino al 1944, quando finalmente si decise a ritornare a New York. Alla vigilia dello sbarco in Normandia si recò a Londra come inviato speciale del Collier's e lì conobbe Mary Welsh, inviata di Time e  Life, e iniziò a corteggiarla. In questo periodo conobbe anche il fotografo Robert Capa con il quale strinse subito una grande amicizia e il 25 maggio, dopo solamente una settimana dal suo arrivo a Londra, ritornando da una festa data da Capa a tarda notte, ebbe un terribile incidente d'auto e, con diagnosi di commozione cerebrale, fu ricoverato al St. George's Hospital. Dimesso il 29 maggio, senza tener conto delle indicazioni dei medici ricominciò a bere, e il 2 giugno, invece di rimanere a riposo come gli era stato prescritto, si recò, insieme ad altri corrispondenti di guerra, su un aereo per andare ad attendere l'invasione del D-Day e da quel momento, per sette mesi, partecipò alla guerra in Europa.
Il 26 luglio conobbe colui che sarebbe divenuto il suo eroe militare, il colonnello Charles T. Lanham, in seguito promosso generale, a quell'epoca comandante del 22º Reggimento di fanteria della 4ª Divisione, e lo seguì come corrispondente presso il suo reggimento. Lasciata in agosto la Quarta Divisione, lo scrittore si spostò a Rambouillet, sulla strada di Parigi, per unirsi a un gruppo di partigiani francesi, prendendone il comando, e il 24 agosto entrò a Parigi prima del generale Philippe Leclerc. Avvenne quella che egli chiamò la liberazione dell'Hotel Ritz.
Il 4 ottobre fu sottoposto a un'inchiesta a Nancy con l'accusa di aver violato la Convenzione di Ginevra per essersi tolto, quando si trovava a Rambouillet, le mostrine di corrispondente e aver preso il comando dei partigiani francesi. Il 15 novembre, dopo essere stato assolto, raggiunse il colonnello Lanham nella foresta di Hurtgen e rimase con il battaglione per tutti i diciotto giorni della battaglia della foresta di Hürtgen sferrata dai tedeschi, nella quale morirono 2 678 statunitensi. Ritornato a Parigi in settembre per un breve periodo, lo scrittore incontrò Martha, che gli aveva chiesto il divorzio, ed ebbe la visita di Jean-Paul Sartre e Simone de Beauvoir.
Ricevuta la notizia che il colonnello Lanham aveva subito un attacco nel Lussemburgo, lo raggiunse e rientrò nella città solamente nel gennaio del 1945, anno molto difficile per lo scrittore che, oltre a soffrire di forti emicranie, contrasse due polmoniti, ebbe un nuovo gravissimo incidente automobilistico, concluse il divorzio con Martha e fu molto in pena per il figlio John, ferito e catturato dai tedeschi.

### Gli anni del dopoguerra

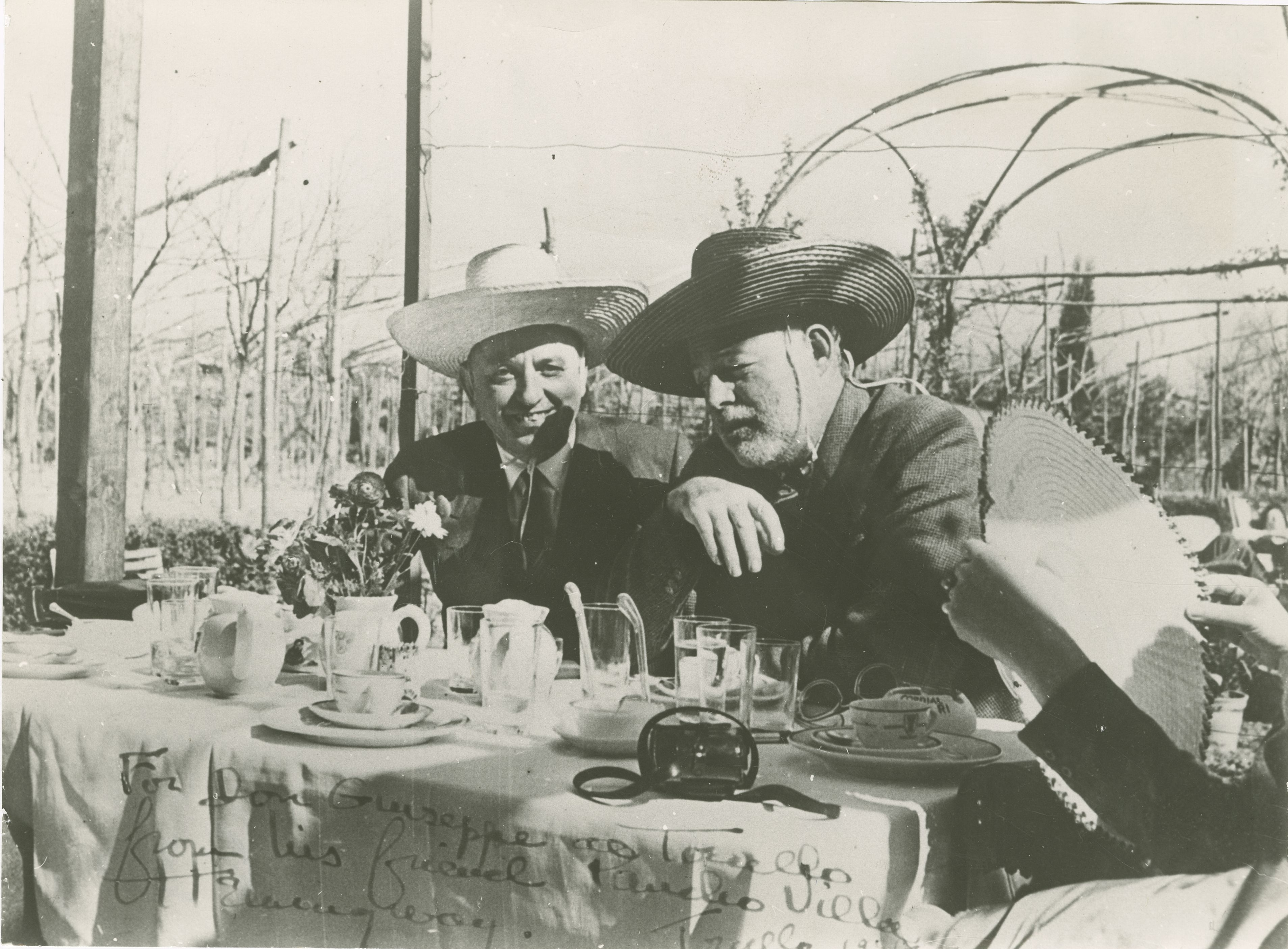
Venezia, Torcello. Locanda Cipriani. Ritratto dello scrittore statunitense Ernest Hemingway insieme al proprietario Giuseppe Cipriani

Hemingway trascorse il 1946, anno in cui sposò Mary, in condizioni più favorevoli di salute che gli permisero di dedicarsi alla stesura del nuovo libro The Garden of Eden (Il giardino dell'Eden).
Nel 1947 ricevette all'ambasciata statunitense dell'Avana la Bronze Star per i servizi prestati come corrispondente di guerra in Francia e Germania e nel 1948 si recò con la moglie in Italia, dove rimase fino all'aprile del 1949, portando con sé la sua fama di macho, e proprio quando la sua celebrità di scrittore era arrivata al massimo.
Fra i suoi soggiorni italiani egli risiedette, per alcuni periodi del 1952, anche nella località campana di Acciaroli, sulla costa del Cilento. In questo periodo, a più riprese e fino al 1954, soggiornò frequentemente in Veneto e in Friuli, soprattutto fra Venezia (era un assiduo frequentatore dell'hotel Gritti e dell'Harry's Bar in cui solea ripetere: "...ogni pasto va accompagnato da un buon vino. Un ottimo amaro lo può concludere!"), l'isola di Torcello, Cortina e Lignano Sabbiadoro dove andava spesso a caccia, ospite di famiglie aristocratiche della zona. Fu in tale periodo che scrisse il romanzo Across the River and into the Trees (Di là dal fiume e tra gli alberi) ambientato proprio nei luoghi veneti e friulani conosciuti dall'autore. Il romanzo, pubblicato nel 1950, fu accolto freddamente dalla critica e non ottenne un grande successo, ma rappresentò comunque il ritorno di Hemingway al romanzo dopo dieci anni.
Proprio per gli aperti riferimenti a luoghi e persone realmente conosciuti all'epoca (si era innamorato anche della giovane nobildonna veneta Adriana Ivancich, facilmente riconoscibile in un personaggio del romanzo), Hemingway vietò la pubblicazione in Italia di Di là dal fiume e tra gli alberi per almeno due anni. Ciò non impedì che la relazione di Hemingway con la giovane italiana suscitasse un certo scandalo, almeno in Italia. Il romanzo fu pubblicato in Italia solo nel 1965.

### Il ritorno a Cuba e l'ultimo romanzo
Tornato a Cuba si dedicò alla pesca sulla sua "Pilar" e scrisse The Old Man and the Sea (Il vecchio e il mare) che terminò il 17 febbraio del 1952, e il romanzo rimasto incompiuto, pubblicato postumo con il titolo Isole nella corrente. 
Lo stesso anno Leland Hayward gli offrì di pubblicare su un numero unico di Life, con uscita in settembre, The Old Man and the Sea mentre Adriana Ivancich disegnò la copertina del libro per l'editore Scribner, che pubblicò il romanzo nello stesso anno. Nell'aprile del 1953 il romanzo vinse il Premio Pulitzer, e successivamente il neonato Premio Bancarella.

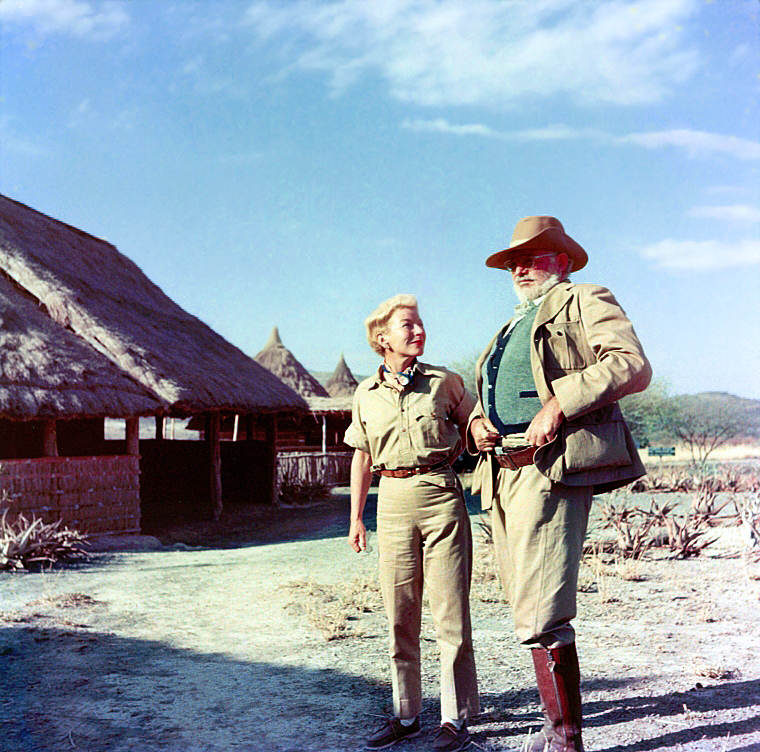
In un safari in Kenya nel 1953 con l'ultima moglie Mary

Hemingway nel frattempo aveva organizzato un safari spinto dal suo solito desiderio di avventura, ma anche perché voleva raggiungere in Africa il figlio Patrick che si trovava in Kenya con la moglie. Dopo aver accettato un contratto con la rivista Look per la pubblicazione di una serie di articoli sul safari che avrebbe fatto, Hemingway volle ritornare a Pamplona per la Festa di San Firmino.

#### Popolarità tra gli intellettuali sovietici degli anni del Disgelo
Tra i poeti russi del Disgelo l'opera di Hemingway godette di un'enorme popolarità. Il poeta Evtušenko gli dedica Incontro, «una delle sue poesie più belle (Incontro) (...). Le frasi asciutte, brevi di Hemingway, il suo amore per il dettaglio completo, sia importante che accessorio, la sorprendente associazione del nichilismo con il sentimento della profondità di un'esistenza sentita, fiutata e assaporata, tutto ciò non poteva mancare di impressionare i giovani scrittori sovietici, in rivolta contro la monotonia tradizionale, contro la falsa e pretenziosa semplicità dei Premi Stalin».

#### Gli incidenti
I numerosi incidenti occorsigli nella sua vita in buona misura sono conseguenti al suo voler vivere sempre esperienze al limite, come quelle della guerra o di altre situazioni estreme nelle quali "mettersi alla prova". D'altra parte vi sono almeno tre aspetti del suo carattere emersi sin dall'adolescenza e sottolineati dagli studiosi. Essi sono il narcisismo, l'amore per le situazioni di pericolo e il senso della morte. Il 21 gennaio 1954 partì con Mary dall'aeroporto di Nairobi, ma la "sfortuna" lo stava perseguitando. Il pilota dell'aereo sul quale viaggiava, per evitare uno stormo di ibis, colpì un filo del telegrafo e, con l'elica e la fusoliera danneggiata, tentò un atterraggio di fortuna in Uganda dove, con una spalla rotta, Hemingway e la moglie furono costretti a trascorrere la notte all'aperto e al freddo. Il mattino, avvistati da una grande barca e fatti salire a bordo, furono trasportati a Butiaba dove Reggie Cartwright si offrì di portarli fino a Entebbe col suo piccolo aereo, ma l'aereo prese fuoco e lo scrittore, nel tentativo di sfondare un portello con la testa, subì danni fisici molto gravi dai quali non si riprese mai più.
Condotto a Nairobi, dove ricevette le prime cure, si sforzò di scrivere il primo articolo per Look e accettò di essere condotto da Roy Marsh, sul suo aereo, all'accampamento di Shimoni sulla costa del Kenya, come era stato già programmato, ma allo scoppio di un incendio nel vicino accampamento egli, che era accorso per aiutare, fu avvolto dalle fiamme uscendone fortemente ustionato.

#### Ancora a Madrid
Solo alla fine di marzo, dimagrito di dieci chili, poté raggiungere Venezia dove il conte Federico Kechler lo raggiunse e lo accompagnò in varie cliniche per esami radiografici e visite più complete. Malgrado la salute così precaria lo scrittore aveva il desiderio di rivedere la Spagna e così, accompagnato in macchina da Aaron Edward Hotchner, che dalle conversazioni registrate lungo il viaggio trasse Papa Hemingway pubblicato nel 1966, si recò a Madrid.
Qui si fece curare da un medico e poi ripartì per Alassio e poi alla volta di Genova dove si imbarcò per L'Avana. Tornato alla Finca, si sottopose alle cure intensive del medico José Luis Herrera. Per tutta l'estate riuscì soltanto a scrivere alcune lettere e a ricevere qualche visita, tra cui quella di Ava Gardner e Luis Miguel Dominguín, che aveva conosciuto a Madrid in occasione di una corrida.

#### Il muretto di Alassio

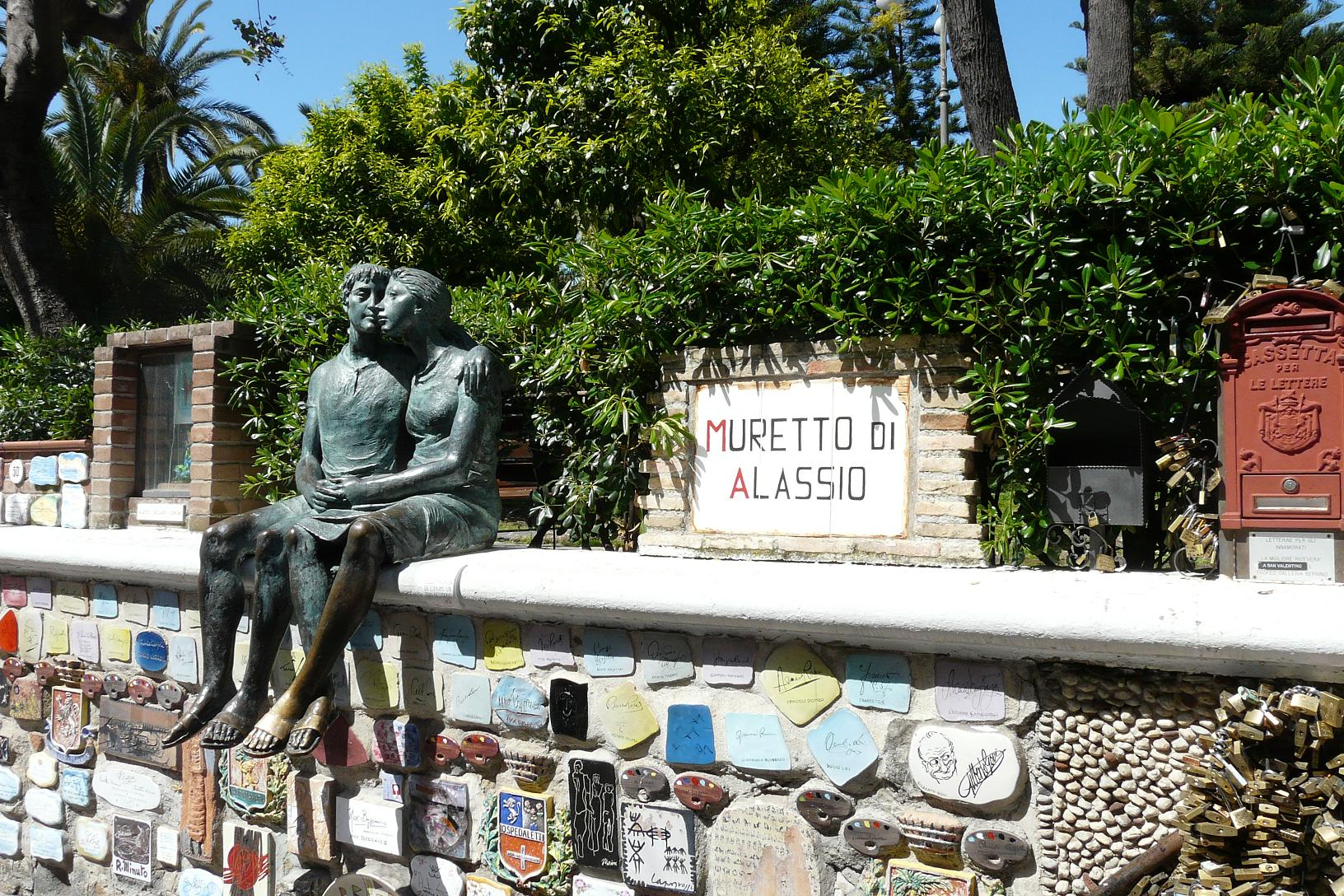
Il muretto di Alassio

Durante il soggiorno ad Alassio nel 1953, Ernest Hemingway era solito frequentare il Caffè Roma, il cui proprietario, l'artista Mario Berrino, gli sottopose l'idea di trasformare un muretto di fronte al bancone del suo bar in un'opera d'arte interattiva, che avrebbe riportato le dediche e firme dei più illustri clienti del Caffè Roma. L'idea piacque a Ernest Hemingway. Nacque così il muretto di Alassio.

### Dal Nobel alla morte

#### Il premio Nobel
Il 28 ottobre del 1954 Hemingway ricevette per telefono la notizia che gli era stato assegnato il premio Nobel per The Old Man and the Sea (Il vecchio e il mare), ma non fu in grado di viaggiare fino a Stoccolma per la cerimonia del 10 dicembre, così il premio fu ritirato dall'ambasciatore John Cabot. Si dice che quando gli portarono il premio lo scrittore commentò «Troppo tardi».

#### Il testamento e la malattia
Il 17 settembre scrisse un testamento in cui nominò la moglie Mary erede ed esecutrice testamentaria, a patto che provvedesse ai figli. In novembre riuscì a fatica ad andare all'Avana per ricevere l'onorificenza dell'Ordine di San Cristóbal, ma, ammalatosi di nefrite e di epatite, dovette poi restare a letto fino al 9 gennaio. Nel 1956, dopo essersi in parte ripreso, tentò di scrivere alcuni racconti che rimasero incompiuti e, benché tutti lo scoraggiassero, volle andare a Madrid a vedere le corride di Antonio Ordoñez.
Beveva sempre di più e soffriva di pressione alta, ma non voleva rassegnarsi al suo stato fisico così deteriorato e, contro le raccomandazioni del medico, organizzò un safari in Africa, senza tuttavia poterlo realizzare perché proprio in quell'anno Nasser chiuse il canale di Suez. Decise allora di andare in Spagna a caccia di pernici e in novembre si spostò a Parigi. All'Hotel Ritz gli riconsegnarono due bauli, rimasti in un magazzino dal 1928, con i manoscritti e i dattiloscritti che in seguito diventarono A Moveable Feast (Festa mobile).

#### La depressione
Nel 1957 Hemingway iniziò a soffrire di una forte depressione, che gli impedì di portare a termine l'articolo su Fitzgerald per la rivista The Atlantic Monthly. Quell'anno scrisse un solo racconto: A Man of the World (Un uomo di mondo). Si muoveva raramente da casa, ma in settembre andò a New York a un incontro di boxe di Sugar Ray Robinson; rimase però deluso dalla città troppo caotica e rumorosa e in una lettera a Bernard Berenson disse che anche Cuba aveva perso il suo fascino a causa dei grattacieli che affollavano le spiagge.
Nella primavera del 1958 riprese a scrivere con una certa regolarità qualche capitolo sugli anni trascorsi a Parigi con Hadley dal 1921 al 1926, ma cominciò anche a manifestare una strana mania di persecuzione nei confronti di Pauline e dei Murphy, che accusava del fallimento del suo primo matrimonio. Riuscì comunque a portare a termine i diciotto capitoli di A Moveable Feast (Festa mobile) e riprese a scrivere il romanzo The Garden of Eden (Il giardino dell'Eden), iniziato circa dieci anni prima.
In aprile, insofferente al clima di Cuba, volle recarsi a Ketchum, dove riprese la caccia e trasse un certo beneficio dalle cure del dottor George Saviers, un medico del Sun Valley Hospital che divenne poi suo amico. In dicembre decise di prendere una villa a due piani fuori dal centro della città, per vivere in un ambiente più organizzato e potersi dedicare con tranquillità alla scrittura. Nel febbraio del 1959 morì Taylor Williams, la guida di Sun Valley, suo grande amico e compagno di caccia agli orsi; Hemingway gli comprò una tomba vicino a quella in cui poi fu sepolto lui.

#### Gli ultimi viaggi in Spagna
In aprile, dopo essere stato all'Avana e aver incontrato Tennessee Williams e Kenneth Tynan, accettò l'invito di Bill Davis e in maggio partì con Mary per la villa La Consula a Malaga, sulla Costa del Sol, da dove si mosse solo per vedere una serie di corride di Dominguín e di Antonio Ordóñez, in giro per la Spagna. A Pamplona conobbe Valerie Danby-Smith, che divenne poi la sua segretaria e che, dopo la morte di Hemingway, rimase vicino a Mary.
Il 21 luglio Mary organizzò una grande festa per il suo sessantesimo compleanno, ma in quell'occasione lo scrittore si comportò in modo preoccupante, alternando crisi di pianto a discorsi sarcastici verso gli amici. Ripresa la tournée delle corride, andò a Valencia per vedere Dominguín, che rimase però ferito gravemente alla coscia destra. Nel frattempo lo scrittore aveva cominciato a prendere appunti sulle corride per scrivere un articolo che gli era stato commissionato dalla rivista Life. Tuttavia, quando in ottobre tornò alla Finca Vigía e cercò di riordinarli, non ci riuscì.

#### Le crisi maniaco-depressive
Nel gennaio 1960, accompagnato da Valerie, Hemingway andò a Miami e continuò a scrivere la storia delle corride, che ormai era un manoscritto di 688 pagine. Ossessionato dal lavoro, in giugno lo scrittore chiese all'amico Aaron Edward Hotchner di raggiungerlo alla Finca per aiutarlo a sfrondare il testo che sarebbe poi diventato The Dangerous Summer (Un'estate pericolosa). Alla fine di luglio, a lavoro ultimato, Hemingway chiese a Hotchner di accompagnarlo in Spagna.
Intanto i segni di squilibrio mentale si facevano sempre più evidenti: oltre a essere ossessionato dall'idea che il visto temporaneo sul passaporto con cui Valerie era arrivata a Cuba doveva essere rinnovato, Hemingway cominciò a viaggiare in modo frenetico da un continente all'altro. Convinto che Antonio Ordóñez avesse bisogno di lui, andò a New York, approfittandone per controllare di persona lo scritto sulle corride; dopodiché partì per Madrid, senza un motivo preciso, e da lì si fece accompagnare a La Consula. Gli amici erano sempre più preoccupati per le crisi maniaco-depressive, che gli facevano sospettare di tutto e di tutti e gli provocavano grandi vuoti di memoria.
In settembre su Life uscì la prima delle tre puntate di The Dangerous Summer, ma Hemingway fu assalito dall'angoscia, convinto di aver scritto un «pasticcio» di cui vergognarsi. Gli amici spagnoli, allarmati dal suo stato patologico, si sentirono in dovere di riportarlo a New York. Lì, però, la situazione peggiorò ulteriormente e Hemingway cominciò a vedere complotti ovunque intorno a sé.

#### Il ricovero
Il 22 ottobre ritornò a Ketchum, ma la situazione continuava a peggiorare. Era convinto di non avere più denaro per mantenere la casa, pensava di essere pedinato dall'FBI e perseguitato per il visto non rinnovato di Valerie e vedeva ovunque agenti federali. Dall'archivio generale dell'FBI (rivisto dopo l'uscita di un articolo di Jeffrey Meyers sul The New York Review of Books del 31 marzo 1983, intitolato Wanted by the F.B.I.!) si constata che i timori di Hemingway erano in parte giustificati. Infatti il Bureau lo teneva sotto sorveglianza dai tempi della guerra di Spagna e dell'attività di controspionaggio.
Dopo aver parlato con uno psichiatra, il dottor Saviers si rese conto della necessità di un ricovero. Il 30 novembre, sotto falso nome, Hemingway partì con un aereo privato insieme al dottor Saviers (Mary lo raggiunse in treno) per essere ricoverato alla clinica Mayo nel Minnesota. Gli fu diagnosticata una emocromatosi, fu sottoposto a numerosi elettroshock e fu colpito da afasia. Il 22 gennaio, dimesso dalla clinica, fece ritorno a Ketchum e riprese a fatica il lavoro al libro di Parigi, smettendo di bere e rifiutando qualsiasi invito. Piangeva con grande facilità, continuava a dimagrire ed era convinto di avere un cancro.

Durante il suo ricovero, nonostante soffrisse di alta pressione per il diabete, fu sottoposto a ripetuti trattamenti di elettroshock (oltre venti), che provocarono grosse lacune nella memoria.  In quel periodo riferì a un suo amico le sue preoccupazioni: 
Il 21 aprile tentò di sottrarre un fucile dalla stanza dove erano conservate le armi, ma Mary riuscì a distrarlo. L'arrivo del dottor Saviers per la sua visita quotidiana fu provvidenziale perché riuscì a convincerlo a deporre il fucile e lo condusse al "Sun Valley Hospital", e di qui nuovamente alla clinica Mayo, dove fu sottoposto ad altri elettroshock. Rimase in ospedale per due mesi, isolato in una stanza senza la presenza di alcun oggetto, e il 26 giugno fu dimesso come "clinicamente guarito", ma già lungo il viaggio di ritorno ricominciò ad avere strani comportamenti e forti allucinazioni.

#### Il suicidio
(Dalla lettera scritta ai genitori il 18 ottobre 1918)
Il 1º luglio 1961, come riferisce Mary nelle memorie, fu una giornata abbastanza tranquilla per lo scrittore tranne che per il ricorrente incubo della persecuzione dell'FBI. La donna racconta che alla sera cantò con lei una canzone che aveva imparato a Cortina da Fernanda Pivano e che era solito canticchiare nei momenti di serenità:
Pochi giorni prima, Mary lo aveva sorpreso con un fucile e delle cartucce in mano, ma lo scrittore le aveva risposto che intendeva soltanto "dargli una ripulita". Allarmatissima, lei aveva riposto l'arma nell'armadietto e l'aveva chiuso a chiave.
La mattina della domenica del 2 luglio Mary fu svegliata da un forte colpo. Hemingway si era sparato mettendosi la canna del fucile in bocca ed era morto. Aveva trovato le chiavi dell'armadietto sul tavolo della cucina, dove le aveva lasciate Mary. Dopo tre giorni, nella piccola chiesa di Nostra Signora delle Nevi furono celebrate le onoranze funebri alla presenza dei tre figli e di pochi intimi amici. Il suo corpo ebbe sepoltura nel cimitero di Ketchum in Idaho. Mary disse ai giornalisti che l'evento fu un incidente; solo nel 1966, in un'intervista a Oriana Fallaci sulla rivista "Look", ammise che si era trattato di un suicidio.

## Premi
- 1953 - Premio Pulitzer per la narrativa per Il vecchio e il mare (The Old Man and the Sea);
- 1953 - Premio Bancarella per Il vecchio e il mare (The Old Man and the Sea);
- 1954 - Premio Nobel per la letteratura "per la sua maestria nell'arte narrativa, recentemente dimostrata con Il vecchio e il mare, e per l'influenza che ha esercitato sullo stile contemporaneo".

## Onorificenze

### Onorificenze straniere
Ufficiale della Croce Rossa Americana, incaricato di portare generi di conforto a truppe italiane impegnate in combattimento, dava prova di coraggio ed abnegazione. Colpito gravemente da numerose schegge di bombarda nemica, con mirabile spirito di fratellanza, prima di farsi curare, prestava generosa assistenza ai militari italiani più gravemente feriti dallo stesso scoppio e non si lasciava trasportare altrove se non dopo che questi erano stati sgombrati.

## Altri riconoscimenti
La specie estinta di pesce Hemingwaya sarissa è intitolata a suo nome.

## Opere

### In inglese
- Three Stories and Ten Poems (racconti e poesie), Contact Publishing Company, Paris, 1923
- In Our Time ("miniature"), Three Mountains Press, Paris, 1924
- In Our Time (edizione ampliata), Boni & Liverihht, New York, 1925;
- The Torrents of Springs, Scribner's. New York, 1926
- Today Is Friday (atto unico), Stable Pamphlets, New Jersey, 1926
- The Sun also Rises Scribner's, New York, 1926; edizione inglese, Fiesta, J. Cape, London, 1927
- Men whithout Women (racconti), Scribner's, New York, 1927
- A Farewell to Arms, Scribner's, New York, 1929
- Introduction to Kiki of Montparnasse, E. W. Titus, New York, 1929
- Death in the Afternoon, Scribner's, New York, 1932
- Kilimanjaro, Scribner's, New York, 1932
- Winner Take Nothing (racconti), Scribner's, New York, 1933
- God rest You Merry Gentlemen (racconto), The House of Books, New York, 1933
- The Green Hills of Africa, Scribner's, New York, 1935
- The Short and Happy Life of Francis Macomber, 1936
- To Have and Have Not, Scribner's, New York, 1937
- The Spanish Earth (sceneggiatura), Cleveland, 1938
- The Fifth Column and the First Forty-nine Stories (commedia e racconti), Scribner's, New York, 1938
- For Whom the Bell tolls, Scribner's, New York, 1940
- Men at War (racconti), Crowell-Collier, New York, 1942
- Voyage to Victory (opuscolo), Crowell-Collier, New York, 1944
- The Viking Portable Hemingway (antologia), a cura di Malcom Cowley, Viking, New York, 1944
- Across the River and Into the Trees, Scribner's, New York, 1950
- The Good Lion e The Faithful Bull, "Holiday", marzo 1951
- The Old Man and the Sea, Scribner's, New York, 1952
- The Hemingway Reader (antologia), The Hart Press, Berkeley, 1953
- Two Christmas Tales (racconti), The Hart Press, Berkeley, 1959
- The Collected Poems (poesie), San Francisco, 1960
- The Snows of Kilimanjaro and Other Stories (racconti), Scribner's, New York, 1961
- The Wild Years (articoli 1920-1923. "The Toronto Star Weekly"), Dell. New York, 1962
- A Moveable Feast (memorie), Scribner's, New York, 1964
- By-Line: Ernest Hemingway (articoli 1920-1956), Scribner's, New York, 1967
- Islands in the Stream, Scribner's, New York, 1970
- Ernest Hemingway's Apprenticeship: Oak Park 1916-1917 (testi giovanili), NCR Microcard Editions, 1971
- The Nick Adams Stories (racconti), Scribner's, New York, 1973
- 88 Poems (poesie), University of Nebraska Press, 1979
- Selected Letters 1917-1961, Scribner's, New York, 1981
- Ernest Hemingway on Writing (passi sulla scrittura), Scribner's, New York, 1984
- The Dangerous Summer, Scribner's, New York, 1985
- Dateline Toronto: The Complete Toronto Star Dispatches 1920-1924, Scribner's, New York, 1985
- The Young Hemingway: Three Unpublished Short Stories (racconti inediti), "The New York Sunday Times Magazine", 18 agosto, 1985
- Conversations whith Hemingway (interviste), a cura di Matthew Bruccoli, University Press of Mississippi, Jackson, 1986
- The Complete Short Stories, Scribner's, New York, 1987
- The Garden of Eden, Scribner's, New York, 1987
- True at First Light, 1999
- A Room on the Garden Side, The Strand Magazine, 2018

### In italiano
- Il ritorno del soldato Krebs, trad. di C. Linati, Monaca e Messicani, trad. di E. Vittorini. Vita felice di Francis Macomber, per poco, trad. di Elio Vittorini, in Americana, a cura di Elio Vittorini, Bompiani, Milano, 1942
- L'invincibile (cinque racconti), pref. di S. Surace, Jandi-Sapi, Roma, 1944
- E il sole sorge ancora (noto anche con il titolo "Fiesta"), trad. di R. Dandolo, Jandi-Sapi, Roma, 1944; Fiesta, Einaudi, Torino 1946, trad. di G. Trevisan
- Addio alle armi , trad. di B. Fonzi, Jandi-Sapi, Roma 1945; Addio alle armi, trad. di G. Ferrara, P. Russo, D. Isella, Arnoldo Mondadori Editore, Milano, 1946; Addio alle armi, trad. di Fernanda Pivano, Mondadori, Milano, 1949
- Per chi suona la campana, trad. di Maria Martone Napolitano, Mondadori, 1946
- La quinta colonna, trad. di Giuseppe Trevisani, Einaudi, Torino, 1946
- Verdi colline d'Africa, trad. di G. Carancini, Jandi-Sapi, Roma 1946; trad. di A. Bertolucci e A. Rossi, Einaudi, Torino, 1948
- Uomini senza donne, trad. di A. Salomone, Elios, 1946
- Chi ha e chi non ha, Jandi-Sapi, Roma 1945, trad. B. Fonzi; Avere e non avere, trad. di G. Monicelli, Einaudi, Torino, 1946
- Morte nel pomeriggio, trad. di Fernanda Pivano, Einaudi, Torino, 1947
- I quarantanove racconti, trad. di Giuseppe Trevisani, Einaudi, Torino, 1947
- Torrenti di primavera, trad. di B. Fonzi, Einaudi, Torin,o 1951
- Il vecchio e il mare, trad. di Fernanda Pivano, Mondadori, Milano, 1952
- Di là dal fiume e tra gli alberi, trad. di Fernanda Pivano, Mondadori, Milano, 1965
- Lettere 1917-1961, intr. di Carlos Baker, trad. di F. Franconeri, Mondadori, Milano, 1986
- Festa mobile, in Franco Furoncoli, Parigi senza tempo, Idea-libri 1999; pref. di Fernanda Pivano. Il testo accompagna le immagini.
- Ventuno racconti (parte I e II), trad. di E. Capriolo e B. Oddera, Mondadori, Milano 1986
- I quarantanove racconti, trad. di Vincenzo Mantovani, con un'intervista a cura di George Plimpton, Einaudi, Torino, 1999
- La corrente e Incroci-Un'antologia, a cura di Francesco Cappellini, Via del vento edizioni, aprile 2010
- Hemingway-Kurowsky In amore e in guerra, Mursia, collana Carteggi e Diari, ISBN 978-88-425-1291-2
- Nella collezione "I classici contemporanei stranieri" sono usciti in due volumi le Opere di Ernest Hemingway, Mondadori, Milano, 1962
- Nei "Meridiani" Mondadori è uscito Romanzi e racconti al cui interno si possono trovare i romanzi Addio alle armi e Fiesta e la raccolta di racconti Nel Nostro Tempo, a cura di Fernanda Pivano, 1974
- Nella serie "Gli Oscar Mondadori" sono disponibili numerosi romanzi con apparato critico e bibliografico
- Fiesta (nella collezione Novecento Mondiale)

### Postume
- A Moveable Feast, 1964
  - Festa mobile, trad. di Vincenzo Mantovani, Milano, Mondadori, 1964
- By-line Ernest Hemingway, 1967
  - Dal nostro inviato Ernest Hemingway, trad. di Ettore Capriolo e Giorgio Monicelli, Introduzione di William White, Milano, Mondadori, 1967; col titolo By-Line dal nostro inviato Ernest Hemingway, Collana Oscar Scrittori del Novecento, Mondadori, 1999
- Island in the Stream, 1970
  - Isole nella corrente, trad. di V. Mantovani, Mondadori, 1970
- The Nick Adams Stories, 1972
  - I racconti di Nick Adams, trad. di G. Trevisani, Mondadori, 1973
- Il leone buono, trad. di R. Mamoli Zorzi, illustrazioni di E. Agostinelli, Emme, 1978
- Il toro fedele, trad. di R. Mamoli Zorzi, illustrazioni di M. Foreman, Emme, 1980
- 88 Poems, 1979
  - 88 Poesie, Introduzione e trad. di V. Mantovani, Mondadori, 1982
- Il giardino dell'Eden, trad. di M. D'Amico, Mondadori, Milano, 1987
- True at first light (Vero all'alba), Mondadori, Milano, 1999.

## Filmografia
- 1932 - Addio alle armi (A Farewell to Arms), regia di Frank Borzage, sceneggiatura Benjamin Glazer e Oliver Garrett, interpreti Gary Cooper (Frederick Henry), Helen Hayes (Catherine Barkley), Adolphe Menjou (Maggiore Alessandro Rinaldi), Henry Armetta, (Jack La Rue), produzione Paramount.
- 1937 Spanish Earth (inedito in Italia), documentario di Joris Ivens con la collaborazione di Ernest Hemingway (autore del commento della versione inglese), di John Dos Passos e di Archibald MacLeish, produzione Contemporaney Historians Inc.
- 1943 - Per chi suona la campana (For Whom the Bell Tolls) in technicolor, regia di Sam Wood, sceneggiatura di Dudley Nichols, interpreti Gary Cooper, Ingrid Bergman, Akim Tamiroff, Katina Paxinou, produzione Sam Wood per Paramount. Ottenne 9 candidature al premio Oscar.
- 1944 - Acque del sud (To Have and Have Not), regia di Howard Hawks, sceneggiatura Dudley Nichols, interpreti Humphrey Bogart, Lauren Bacall, Walter Brennan, produzione Howard Hawks per Warner Bros.
- 1946 - I gangsters (The Killers), regia di Robert Siodmak, sceneggiatura e dialoghi William Faulkner e Jules Furthman, interpreti Burt Lancaster, Ava Gardner, Edmond O'Brien, Albert Dekker, produzione Mark Hellinger per Universal
- 1947 - Passione selvaggia (The Macomber Affair), regia di Zoltán Korda, sceneggiatura di Casey Robinson e Seymour Bennett, interpreti Gregory Peck, Joan Bennett, Robert Preston, produzione United Artists
- 1947 - La sua donna (Under My Skin) regia di Jean Negulesco, sceneggiatura di Casey Robinson, interpreti John Garfield, Micheline Presle, Luther Adler, produzione Casey Robinson per 20th Century Fox
- 1950 - Golfo del Messico (The Breaking Point), regia di Michael Curtiz, sceneggiatura Ranald MacDougall, interpreti John Garfield, Patricia Neal, Phyllis Thaxter, produzione Warner Bros.
- 1952 - Le nevi del Chilimangiaro (The Snows of Kilimanjaro), in technicolor, regia di Henry King, sceneggiatura di Casey Robinson, interpreti Gregory Peck, Susan Hayward, Ava Gardner, Hildegard Knef, Marcel Dalio, Leo G. Carroll, produzione Darryl F. Zanuck per Twentieth Century Fox
- 1957 - Addio alle Armi (A Farewell to Arms), in cinemascope e colori DeLuxe, regia di Charles Vidor, sceneggiatura di Ben Hecht, interpreti Rock Hudson, Jennifer Jones, Vittorio De Sica, Alberto Sordi, Elaine Stritch, Mercedes McCambridge, Victor Francen, Franco Interlenghi, Umberto Spadaro, produzione David O. Selznick per Twentieth Century Fox
- 1957 - Il sole sorgerà ancora (The Sun also Rises) in cinemascope e colori DeLuxe, regia di Henry King, sceneggiatura di Peter Viertel, interpreti Tyrone Power, Ava Gardner, Mel Ferrer, Errol Flynn, Eddie Albert, Juliette Gréco, Robert Evans, produzione Darryl F. Zanuck per Twenthieth Century Fox
- 1958 - Il vecchio e il mare (The Old Man and the Sea), in Warnercolor, regia di John Sturges, sceneggiatura Peter Viertel, interpreti Spencer Tracy, Felipe Pazos, produzione di Leland Hayward per Warner Bros.
- 1962 - Le avventure di un giovane (Adventures of a Young Man), in cinemascope deluxe, regia Martin Ritt, sceneggiatura A. E. Hotchner, interpreti Richard Beymer, Susan Strasberg, Ricardo Montalbán, Paul Newman, Eli Wallach, produzione Jerry Wald per Twentieth Century Fox
- 1964 - Contratto per uccidere (The Killers), con Lee Marvin e Ronald Reagan
- 1975 - I killer, regia e sceneggiatura di Gian Pietro Calasso (film per la TV)
- 1977 - Isole nella corrente (Islands in the Stream) in anamorfico Panavision-Metrocolor, regia di Franklin J. Schaffner, sceneggiatura Denne B. Petitclerc, interpreti George C. Scott, David Hemmings, Claire Bloom, Susan Tyrrell, Gilbert Roland, Richard Evans, produzione Paramount
- 1996 - Amare per sempre (In Love and War), con Chris O'Donnell e Sandra Bullock)
- 2011 - Midnight in Paris - Regia, soggetto e sceneggiatura di Woody Allen. Prodotto da Sony Pictures Classics (US) e Pathé (Uk-Francia). Con Owen Wilson, Rachel McAdams, Corey Stoll nella parte di Ernest Hemingway
- 2012 - Hemingway & Gellhorn - Regia di Philip Kaufman. Prodotto dalla rete televisiva via cavo HBO (US). Con Clive Owen (Ernest Hemingway), Nicole Kidman (Martha Gellhorn), Rodrigo Santoro (Zarra).
- 2015 - Papa: Hemingway in Cuba - Regia di Bob Yari. Sceneggiatura di Denne Bart Petitclerc. Con Minka Kelly, Giovanni Ribisi, James Remar, Joely Richardson, Mariel Hemingway.

## Hemingway nella musica
- Il cantautore italiano Paolo Conte gli ha dedicato una canzone intitolata proprio Hemingway, contenuta nell'album Appunti di viaggio del 1982
- La band italiana Negrita ha dedicato una canzone allo scrittore intitolata Hemingway; il brano si trova nel cd Radio Zombie e nella raccolta Ehi! Negrita
- Il titolo dell'album (e del brano) dei Rush del 1977 A Farewell to Kings è una parafrasi del titolo del romanzo A Farewell to Arms[19]
- Il brano dei Metallica For Whom the Bell Tolls, composta nel 1984, si ispira all'omonimo testo scritto da Hemingway nel 1940, il quale si rifece all'omonima frase tratta dal Devotions upon Emergent Occasion del poeta inglese John Donne (1572-1631)
- L'artista e compositore spagnolo Luis Eduardo Aute ha scritto la canzone Hemingway delira contenuta nell'album 'Alevosìa' uscito nel 2001; il brano è stato magistralmente interpretato, con una ritmica tipicamente caraibica, dal cantante e chitarrista cubano Eliades Ochoa

### Biografie
- Anthony Burgess, L'importanza di chiamarsi Hemingway, Roma, Minimum fax, 2008. ISBN 978-88-7521-175-2.
- Paula McLain, Una moglie a Parigi, Vicenza, Pozza, 2011. ISBN 978-88-545-0416-5. (narrazione letteraria del primo matrimonio di Hemingway visto dall'ottica della moglie)
- Fernanda Pivano, Hemingway, Milano, Rusconi, 1985. ISBN 88-18-23004-2.
- Eileen Romano (iconografia ordinata e commentata da), Album Hemingway, Milano, A. Mondadori, 1988. ISBN 88-04-31676-4.
- Autori vari, Hemingway, Collana Panoramica Letteratura, Centauria
- Piero Ambrogio Pozzi, Il Fiume, la Laguna e l'Isola Lontana Storia dl Ernest e Adriana, 2014, Dragomanni (e-book); 2016 Comune di San Michele al Tagliamento (edizione numerata fuori commercio) (The River, the Lagoon, and the Distant Island trad. ingl. di Allyson McKay, 2014)

### Studi
- Alvino Luca,  Il colore delle cose la mattina presto, ovvero perché lo stile di Ernest Hemingway è così indimenticabile, su minimaetmoralia.it. URL consultato il 22 aprile 2020 (archiviato dall'url originale il 24 aprile 2020).
- Anicetti Luigi, Scrittori inglesi e americani a Venezia, Canova, Treviso, 1968
- Angioni Giulio, Della virtù del "cavare", in Milly Curcio (a cura di), Le forme della brevità, Milano, Franco Angeli, 214, 11-21
- Astaldi Maria Luisa, Letture inglesi, Neri Pozza, Venezia, 1953
- Calvino Italo, Hemingway e noi, in "Il Contemporaneo", 13 novembre 1954
- Cambon Glauco, Il folklore nella letteratura americana, in "Prospetti", XIII, autunno 1955
- Cecchi Emilio, "Introduzione" ad Americana in Scrittori inglesi e americani, Mondadori, Milano, 1954
- Cecchin Giovanni, Invito alla lettura di Hemingway, Mursia, Milano, 1980
- Corona Mario, Considerazioni sull'ordine di successione dei racconti di Hemingway, in "Studi Americani", XIII, 1967
- D'Agostino Nemi, Hemingway, in "Belfagor", XI, gennaio 1956
- Ferrata Giansiro, I romanzi del '900, ERI, Torino, 1956
- Ferrata Giansiro, Apparato critico delle opere di Hemingway, Arnoldo Mondadori Editore, Milano Oscar, 1956
- Frigeri Pier Riccardo, Hemingway dieci anni dopo, in "Cenobio" XIX, 1970
- Gadda Conti Giuseppe, Hemingway e la pace dei nostri giorni, Edikon, Milano, 1969
- Gorlier Claudio, Hemingway, in "Paragone", XXXVI, 1952
- Giradoli Marina, "An Alpine Idyll" di Ernest Hemongway, in "Studi Americani", 19-20, 1973-1974
- Ivancich Adriana, La torre bianca, Mondadori, Milano, 1980
- Linati Carlo, Scrittori anglo-americani d'oggi, Corticelli, Milano, 1932
- Lombardo Agostino, Realismo e simbolismo, Ed. di Storia e Letteratura, Roma, 1957
- Lombardo Agostino, La ricerca del vero, Ed. di Storia e Letteratura, Roma, 1961
- Lombardo Agostino, Ricordo di Hemingway, in Il diavolo nel manoscritto. Saggi sulla tradizione letteraria americana, Rizzoli, Milano, 1974
- Miglior Giorgio, L'idillio di Hemingway, in "Studi Americani", VII, 1961
- Montale Eugenio, Il racconto puro, in "Corriere della Sera", 11 ottobre 1952
- Moravia Alberto, L'uomo come fine e altri saggi, Bompiani, Milano 1952
- Pintor Gaime, Americana in "Aretusa", marzo 1945
- Pivano Fernanda, La balena bianca e altri miti, Mondadori, Milano, 1961
- Pivano Fernanda, America rossa e nera, Vallecchi, Firenze, 1964
- Pivano Fernanda, Hemingway, Rusconi, Milano, 1985
- Praz Mario, Cronache letterarie anglosassoni, vol. II, Ed. di Storia e Letteratura, Roma, 1951
- Prezzolini Giuseppe, America con gli stivali, Vallecchi, Firenze, 1954
- Raimondi Giuseppe, Verità e verità, in "Il Mondo", 26 marzo 1954
- Roma Angelo, The writers method. Da Hemingway a Marlon Brando. La costruzione dei personaggi letterari con il metodo Stanislavskij, nota introduttiva di Filippo La Porta, San Cesario di Lecce, Manni, 2010, ISBN 978-88-6266-274-1
- Rosati Salvatore, L'ombra dei padri, Ed. di Storia e Letteratura, Roma, 1958
- Trevisani Giuseppe, Ernest Hemingway, Edizioni Internazionali, Milano, 1956
- Vittorini Elio, Diario in pubblico, Bompiani, Milano, 1957
- G. Miglio, L'idillio di Hemingway, in "Studi americani", 7, 1961, pp. 195–214
- Ph. Young, Ernest Emingway, Milano, 1962
- J. Brown, Hemingway, un "Terzi Programma", 1964, pp. 93–151
- C. Gorlier, E. Hemingway, Milano, 1964
- Rolle Sara, Etica del lavoro in Ernest Hemingway, Torino, 2006
- Franco Furoncoli, "Parigi senza Tempo" Foto in b/n., contiene il testo di "Festa mobile" IdeaLibri.1999.
- Attilio D'Arielli, "Marlin, una storia cubana", Graus Edizioni, Napoli, 2022.